# Duma Vez por Todas
Duma Vez por Todas (Portugiesisch für: Ein für alle Mal) ist ein Kriminalfilm des portugiesischen Filmregisseurs Joaquim Leitão aus dem Jahr 1986.

## Handlung
Der kleine Hotelangestellte Luís ist von seinem Single-Großstadtleben zwischen unerfüllter Affäre, alkoholgeschwängertem Nachtleben mit seinem Arbeitskollegen Trancoso und den Eskapaden seiner Hotelgäste und Mitmenschen gelangweilt. Unzufrieden mit seinem unbedeutenden Leben, beobachtet er zuhause ständig die verführerische Frau im Haus gegenüber, die ein ganz anderes Leben führt: sie ist Callgirl und Escort-Dame, empfängt wohlhabende Geschäftsleute und trifft sich mit hochgestellten Persönlichkeiten in Hotels. Sie erfüllt den zahlenden Gästen jeden Wunsch, bleibt dabei aber immer unnahbar und undurchschaubar.
Ein brasilianischer Pilot gehört zu ihren Stammgästen. Er ist jedoch in einen illegalen Handel verwickelt: nach jeder Ankunft in Lissabon gibt er in einem Schließfach in der Metro Lissabon ein eingeschmuggeltes Paket ab und entnimmt dort einen vollen Geldkoffer, danach besucht er die Frau. Er wird jedoch von zwei Mitgliedern des internationalen Schmugglerrings beobachtet, die ihn des Betruges verdächtigen.
Luís´ Leben ändert sich schnell, als er in Kontakt zu der Frau tritt. Dann trifft sich einer der zwei Gangmitglieder in Luis´ Hotel mit der Frau, als vorgeblicher Kunde, um sie dort als mutmaßliche Mitwisserin umzubringen. Luís rettet die Frau, der Mann stirbt, und Luís kommt danach in den Besitz des Geldkoffers.
Der zweite Gangster lauert der Frau nun bei ihr zuhause auf, um bei ihr auf den Brasilianer zu warten. Sie kann den Mann jedoch ausschalten, bevor der brasilianische Pilot kommt, den dann Luís tötet. Da endlich wird Luís von der geheimnisvollen Frau in ihre Wohnung gebeten, die er so oft beobachtet hat.

## Produktion
Der Film wurde von September bis Oktober 1985, häufig nachts, in Lissabon gedreht und von der portugiesischen Filmproduktionsgesellschaft Produções OFF produziert, unter finanzieller Beteiligung der portugiesischen Filmförderung IPC (heute ICA) und der Gulbenkian-Stiftung.
Der von Hitchcock beeinflusste Krimi war der erste Kinofilm des Regisseurs Joaquim Leitão und die erste Filmrolle des Musikers Pedro Ayres Magalhães, der neben der Filmmusik von António Emiliano auch selbst zwei Stücke beisteuert.
Auch für die weibliche Hauptdarstellerin, das Model Vicky, war es die erste bedeutende Filmrolle. Als Maria Vitória von Schirnding de Almeida 1959 in Lissabon als Tochter eines Portugiesen und einer Deutschen geboren, starb sie am 21. Februar 1986 bei einem Autounfall nahe Porto. Sie konnte die Synchronisation nicht mehr selbst einsprechen, so dass im Film nicht ihre Stimme zu hören ist.
Im Film wird je nach beteiligten Schauspielern teils Portugiesisch, teils Englisch gesprochen. Die englischen Dialoge sind portugiesisch untertitelt.
Der spätere Regisseur Pedro Costa war hier Regieassistent, der spätere Schauspieler Ângelo Torres hatte hier in einer Statistenrolle sein Kinodebüt.

## Rezeption
Der Film feierte seine Premiere am 26. November 1986 beim Festival de Cinema do Rio de Janeiro, in Portugal wurde er erstmals am 12. Dezember 1986 in der Cinemateca Portuguesa gezeigt. In die portugiesischen Kinos kam er am 7. Mai 1987.
Die Filmkritik nahm das Erstlingswerk des Regisseurs positiv auf. Gelobt wurde er als handwerklich solide gemachter und schlüssig erzählter, stimmungsvoll inszenierter Film, zudem wurden auch der wirkungsvolle Soundtrack und die überzeugenden Schauspielleistungen hervorgehoben, insbesondere der beiden Hauptfiguren, die beide als Neulinge im portugiesischen Kino überraschten.
Duma Vez por Todas erschien 2003 als DVD bei MGN Filmes in Zusammenarbeit mit der Zeitung Público.